# Eutrichosomella
Eutrichosomella är ett släkte av steklar. Eutrichosomella ingår i familjen växtlussteklar.
Kladogram enligt Catalogue of Life:
| Eutrichosomella | \| \| Eutrichosomella aereiscapus \| \| \| \| \| \| Eutrichosomella albiclava \| \| \| \| \| \| Eutrichosomella albifemora \| \| \| \| \| \| Eutrichosomella blattophaga \| \| \| \| \| \| Eutrichosomella insularis \| \| \| \| \| \| Eutrichosomella multifasciata \| \| \| \| \| \| Eutrichosomella voltairei \| \| \| \| |
|                 | \| \| Eutrichosomella aereiscapus \| \| \| \| \| \| Eutrichosomella albiclava \| \| \| \| \| \| Eutrichosomella albifemora \| \| \| \| \| \| Eutrichosomella blattophaga \| \| \| \| \| \| Eutrichosomella insularis \| \| \| \| \| \| Eutrichosomella multifasciata \| \| \| \| \| \| Eutrichosomella voltairei \| \| \| \| |
|                 | Eutrichosomella aereiscapus |
|                 | |
|                 | Eutrichosomella albiclava |
|                 | |
|                 | Eutrichosomella albifemora |
|                 | |
|                 | Eutrichosomella blattophaga |
|                 | |
|                 | Eutrichosomella insularis |
|                 | |
|                 | Eutrichosomella multifasciata |
|                 | |
|                 | Eutrichosomella voltairei |
|                 | |